# Estação Ferroviária de Fornos de Algodres
A Estação Ferroviária de Fornos de Algodres (epíteto anteriormente grafado como "d’Algodres"), é uma gare da Linha da Beira Alta, que serve a localidade de Fornos de Algodres, no Distrito da Guarda, em Portugal.

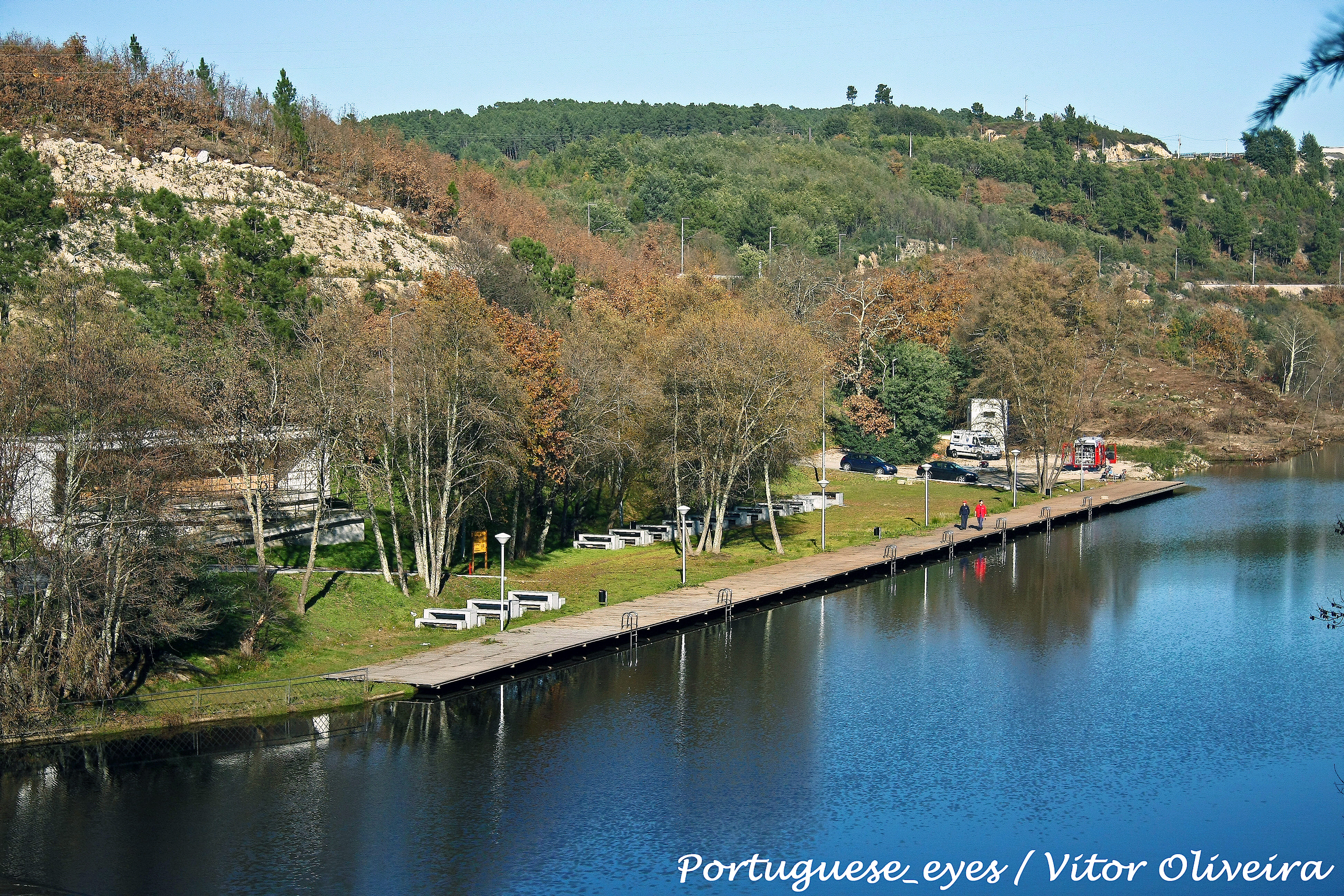
Aspeto da Linha da Beira Alta na meia encosta, visto da margem oposta do Mondego, a sul da Estação de Fornos de Algodres.

## Descrição

### Localização e acessos
Situa-se na localidade de Gare - Fornos de Algodres, possuindo acesso pela Rua da Estação, distante do centro da povoação nominal (Av. 25 de Abril) 2,7 km via EN16.

### Caraterização física
Em Janeiro de 2011, contava com duas vias de circulação, com 262 e 211 m de comprimento, e duas plataformas, com 209 m de extensão, e 50 e 40 cm de altura. O edifício de passageiros situa-se do lado noroeste da via (lado esquerdo do sentido ascendente, a Vilar Formoso). A superfície dos carris da estação ferroviária de Fornos de Algodres no seu ponto nominal situa-se à altitude de 3479 dm acima do nível médio das águas do mar.

## História

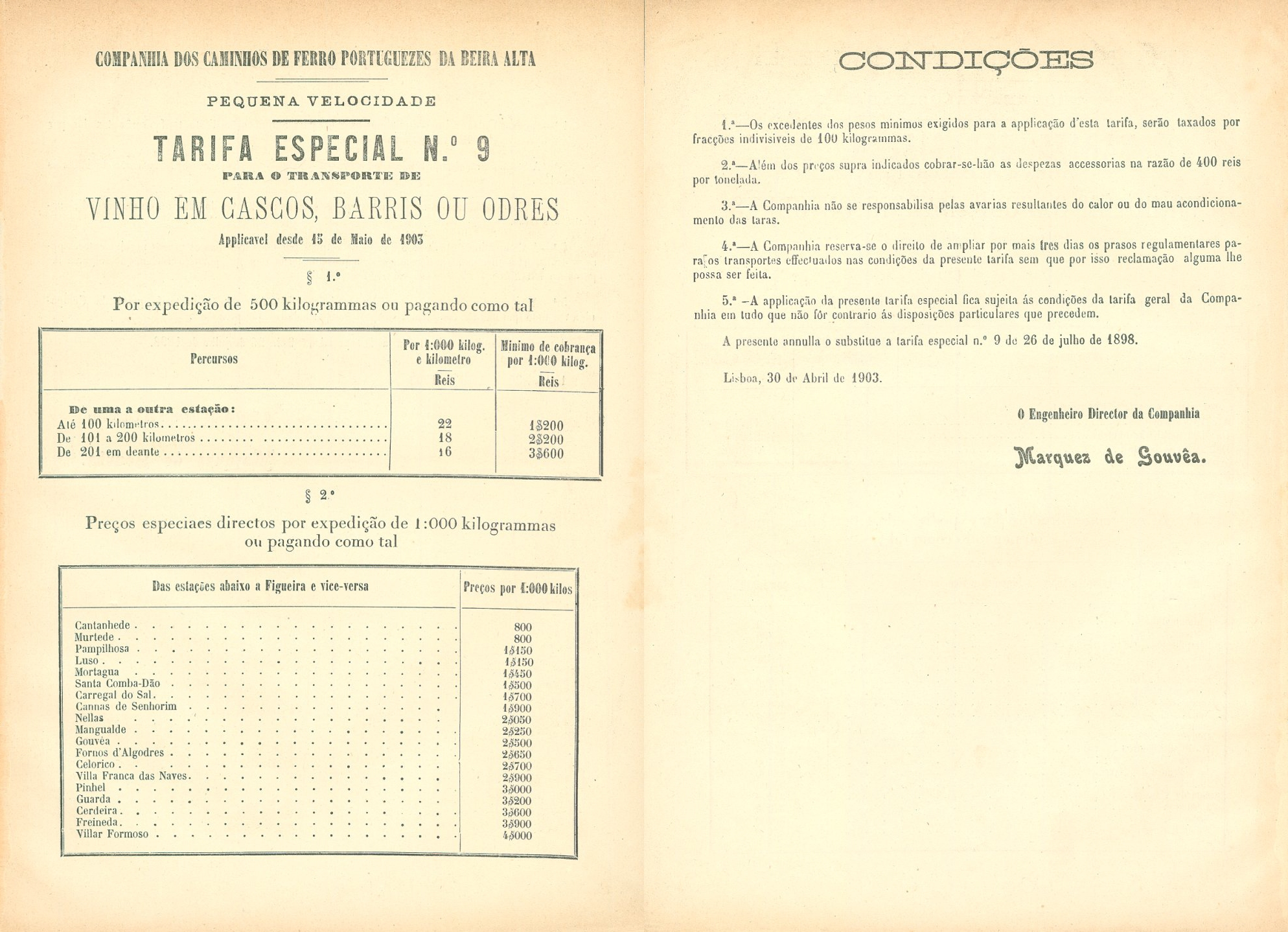
Anúncio de 1903 com a Tarifa Especial n.º 9, para o transporte de vinho na Linha da Beira Alta. Esta estação aparece com o nome contemporâneo, "Fornos d’Algodres".

### Inauguração
A Linha da Beira Alta foi aberta provisoriamente ao serviço em 1 de Julho de 1882, tendo sido totalmente inaugurada em 3 de Agosto do mesmo ano, pela Companhia dos Caminhos de Ferro Portugueses da Beira Alta. A estação de Fornos d’Algodres constava já do elenco original de estações e apeadeiros.
Em 1913, existia um serviço de diligências entre a estação e a vila de Fornos de Algodres.
Em 1933, a Companhia da Beira Alta instalou iluminação eléctrica nesta interface, e substituiu uma grua.

Em 1988, a operadora Caminhos de Ferro Portugueses executou um programa de modernização da Linha da Beira Alta, que incluiu a renovação e a electrificação da via férrea, e a remodelação das plataformas e dos edifícios de várias estações, incluindo Fornos de Algodres.